# Pattalinus griseolus
Pattalinus griseolus är en skalbaggsart som beskrevs av Monné 1988. Pattalinus griseolus ingår i släktet Pattalinus och familjen långhorningar. Inga underarter finns listade i Catalogue of Life.